# フェラーズ伯爵
フェラーズ伯爵（英: Earl Ferrers）は、イギリスの伯爵位。グレートブリテン貴族伯爵筆頭。ロバート・シャーリーが1711年に叙されて以来、シャーリー家が保持する爵位。

## 歴史

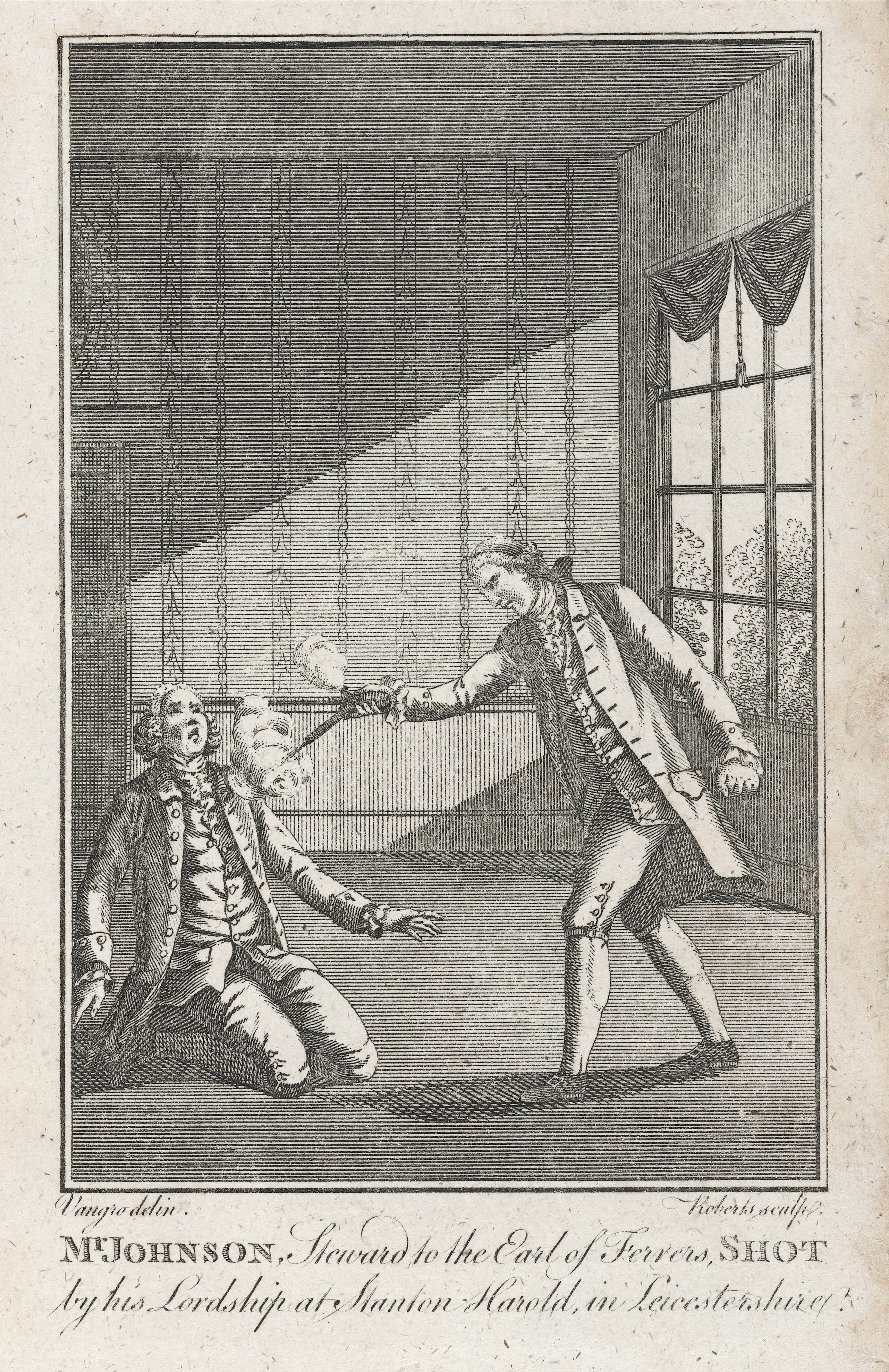
執事を殺害する第4代フェラーズ伯ローレンス・シャーリーを描いた18世紀のイラスト

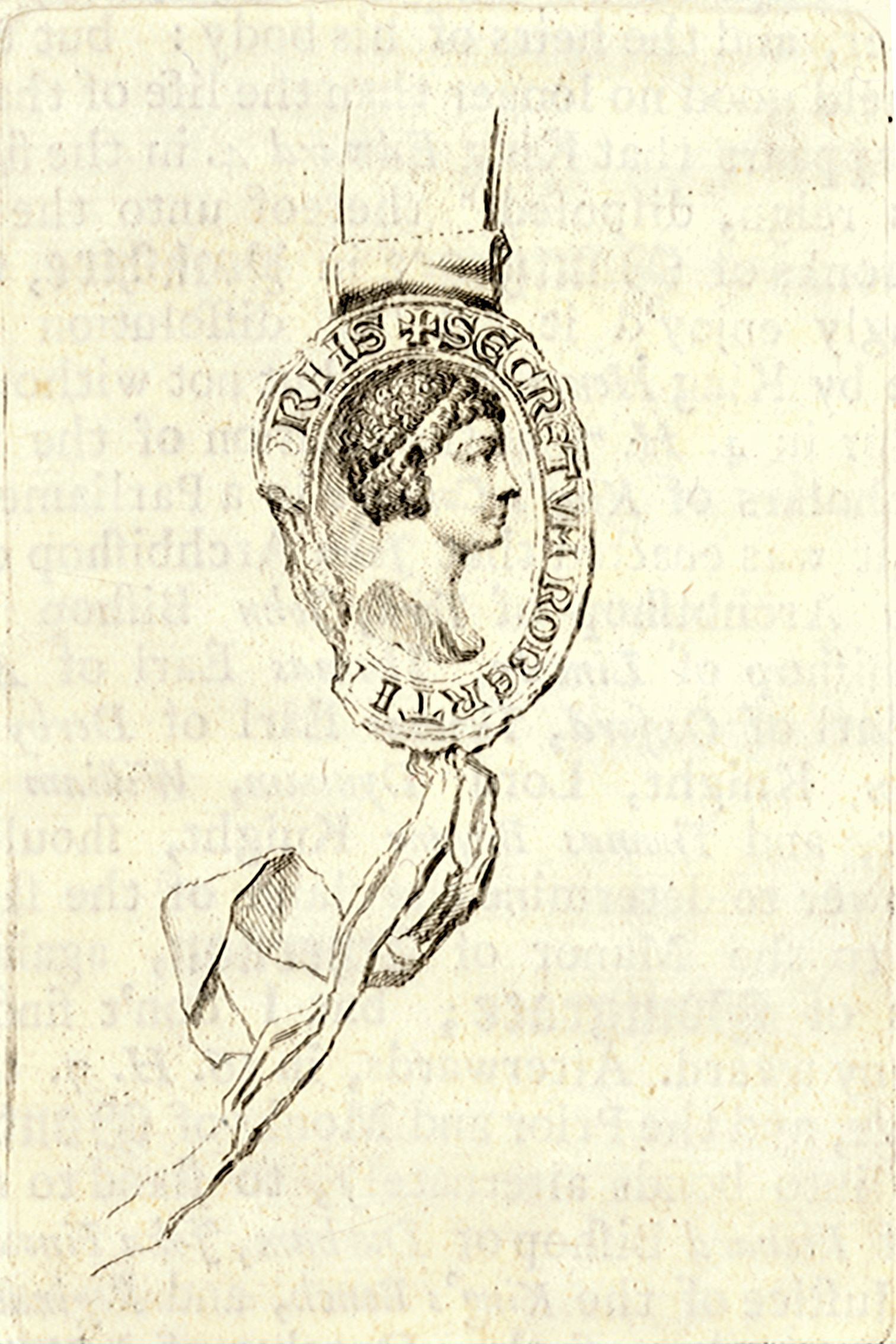
封蝋に使われる印璽のデザインとして描かれた初代フェラーズ伯ロバート・シャーリー。(ヴェンツェスラウス・ホラー作)

シャーリー家はノーサンプトンシャーの地主で、その歴史は16世紀前半まで遡ることができる旧家である。その祖ジョージ・シャーリー（1559年 - 1622年）は1611年に（レスター州ストーントン・ハロルドの）准男爵 (Baronet, of Staunton Harold in the County of Leicester) の叙爵を受けた。
その後は初代准男爵の系統で順当に継承がなされたが、4代准男爵ロバートがクロムウェルによりロンドン塔に投獄されて幽閉ののち1656年に獄死するという事件が起きている。
その長男である5代准男爵が夭折したため、その死の翌年に誕生した長男シーモアがその爵位を襲ったが、彼もまたわずか1歳という短い生涯を閉じた。
そのため6代准男爵の叔父にあたるサー・ロバート・シャーリーが第7代准男爵位を継承した。さらに1677年には古いイングランド貴族爵位であるチャートリーのフェラーズ男爵 (Baron of Ferrers of Chartley)の 継承者であることが確認されたため、13代男爵となった。
その後、彼は主馬頭やスタフォードシャー州統監を歴任したのちの1711年にグレートブリテン貴族としてフェラーズ伯爵 (Earl Ferrers) 並びにスタフォード州タンワースにおけるタンワース子爵 (Viscount Tamworth, of Tamworth in the County of Stafford) に叙された。初代伯の死後、男爵位は父方のコンプトン家に流出したが、伯爵位とその従属爵位は次男が継承した。
その後も順当に初代伯の系統で続いていたが、その孫にあたる4代伯ローレンス・シャーリーが諍いから執事を射殺する事件を起こした。彼は殺人罪で起訴されて絞首刑に処された最後の英国貴族である。
その弟である5代伯ワシントン・シャーリーはイギリス海軍提督にして太陽系儀を所有するほど熱心なアマチュアの天文学者であった。しかし彼には子供がいなかったため、4・5代伯の弟ロバートが6代伯となった。
その後の1912年に10代伯セウォリス・シャーリーが嗣子なく没した際、6代伯の系統が途絶えたため、先代の兄弟の末弟の子孫にあたるウォルター・シャーリーが11代伯を襲った。
その孫である13代伯ロバート・シャーリーは、保守党の政治家として活動した。彼は1999年貴族院法の制定以降も、貴族院に残る92人の世襲貴族としてその死まで議席を置き続けた。
一族の邸宅はノーフォーク州ディッチンガム近郊のディッチンガム・ホール。

## 現当主の保有爵位
現当主である第14代フェラーズ伯爵ロバート・ウィリアム・サズワロ・シャーリーは以下の爵位を有する。
- 第14代フェラーズ伯爵 (14th Earl Ferrers)
（1711年9月3日の勅許状によるグレートブリテン貴族爵位）
- 第14代スタフォード州タンワースにおけるタンワース子爵 (14th Viscount Tamworth, of Tamworth in the County of Stafford)
（1711年9月3日の勅許状によるグレートブリテン貴族爵位）
- 第20代（レスター州ストーントン・ハロルドの）准男爵 (20th Baronet, of Staunton Harold in the County of Leicester)
（1611年5月22日の勅許状によるイングランド准男爵位）

## 一覧

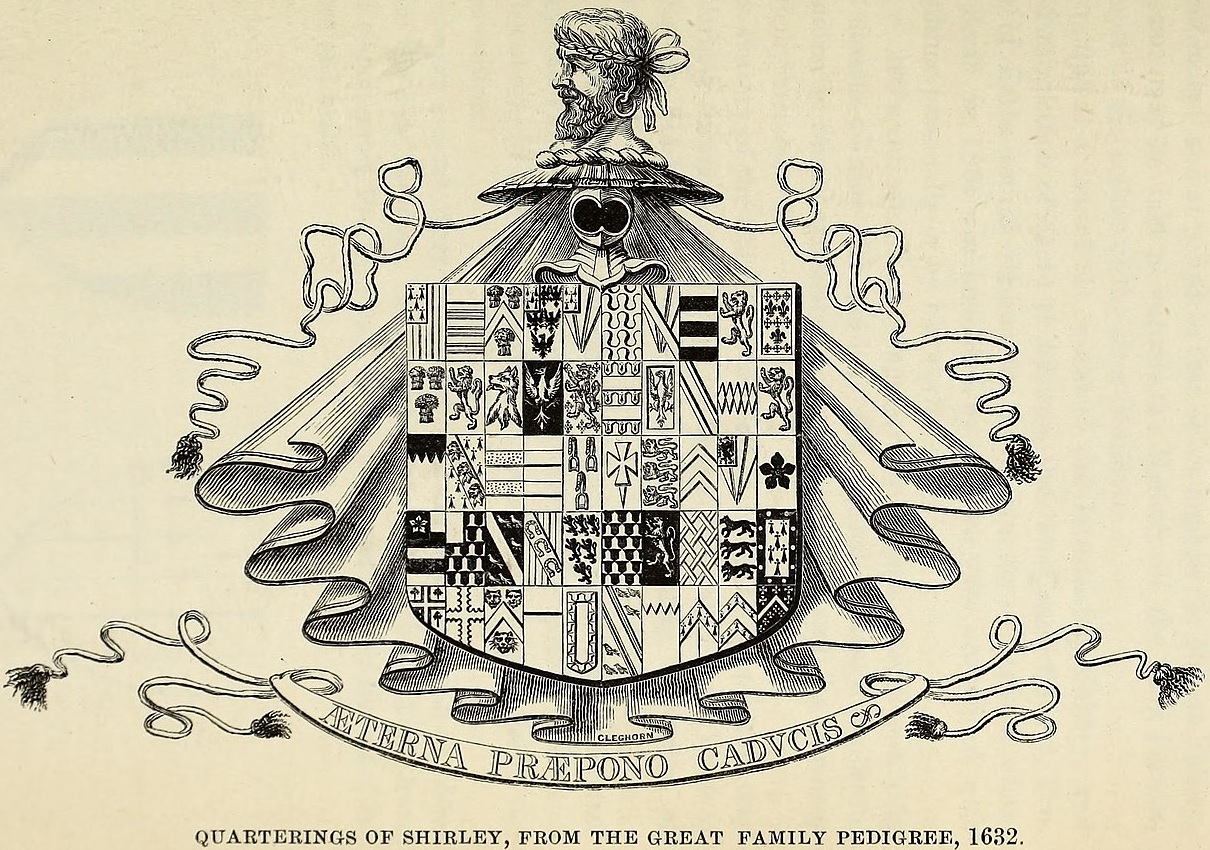
家譜集『グレート・ファミリーペディグリー』に描かれたシャーリー家のクォーターリング

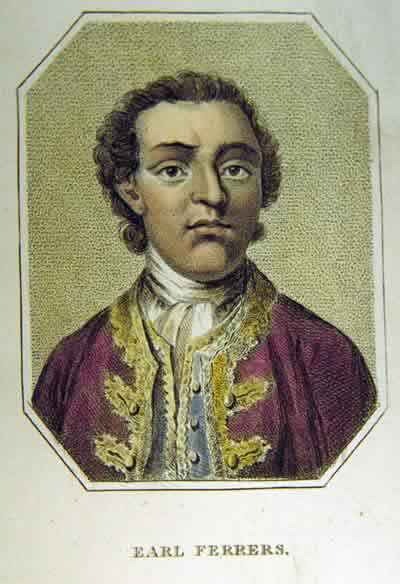
1810年に描かれた4代フェラーズ伯ローレンスの版画

### （レスター州）ストーントン・ハロルドの准男爵（1611年）
- 初代准男爵サー・ジョージ・シャーリー（1559年 - 1622年）
- 第2代准男爵サー・ヘンリー・シャーリー（1588年頃 - 1633）
- 第3代准男爵サー・チャールズ・シャーリー（1623年 - 1646年）
- 第4代准男爵サー・ロバート・シャーリー（? - 1656年）
- 第5代准男爵サー・ロバート・シャーリー（1647年 - 1667年）
- 第6代准男爵サー・ロバート・シャーリー（1668年 - 1669年）
- 第7代准男爵・第13代チャートリーのフェラーズ男爵サー・ロバート・シャーリー（英語版）（1650年 - 1717年） 1711年にフェラーズ伯爵を創設

### フェラーズ伯爵（1711年）
- 初代フェラーズ伯爵ロバート・シャーリー（英語版）（1650年 - 1717年）
- 第2代フェラーズ伯爵ワシントン・シャーリー（1677年 - 1729年）
- 第3代フェラーズ伯爵ヘンリー・シャーリー（1691年 - 1745年）
- 第4代フェラーズ伯爵ローレンス・シャーリー（1720年 - 1760年）
- 第5代フェラーズ伯爵ワシントン・シャーリー（1722年 - 1778年）
- 第6代フェラーズ伯爵ロバート・シャーリー（1723年 - 1787年）
- 第7代フェラーズ伯爵ロバート・シャーリー（1756年 - 1827年）
- 第8代フェラーズ伯爵ワシントン・シャーリー（1760年 - 1842年）
- 第9代フェラーズ伯爵ワシントン・セウォリス・シャーリー（1822年 - 1859年）
- 第10代フェラーズ伯爵セウォリス・エドワード・シャーリー（1847年 - 1912年）
- 第11代フェラーズ伯爵ウォルター・シャーリー（英語版）（1864年 - 1937年）
- 第12代フェラーズ伯爵ロバート・ウォルター・シャーリー（1894年 - 1954年）
- 第13代フェラーズ伯爵ロバート・ワシントン・シャーリー（英語版）（1929年 - 2012年）
- 第14代フェラーズ伯爵ロバート・ウィリアム・サズワロ・シャーリー（英語版）（1952年 - ）

法定推定相続人は現当主の息子であるタンワース子爵ウィリアム・ロバート・チャールズ・シャーリー（1984年 - ）。

### 註釈
1. ↑  第2代准男爵は第2代エセックス伯ロバート・デヴァルーの娘を妻にしており、男爵位はエセックス伯爵（第8期;1572年）の従属爵位であったため継承権が発生した。なお、男爵位は3代伯の死後は休止状態であった。